# Montfort (Alpes-de-Haute-Provence)
Montfort ist eine südfranzösische Gemeinde im Département Alpes-de-Haute-Provence in der Region Provence-Alpes-Côte d’Azur. Sie gehört zum Arrondissement Forcalquier und zum Kanton Château-Arnoux-Saint-Auban. Montfort hat 333 Einwohner (Stand 1. Januar 2022), die Montfortains genannt werden.
Die Gemeinde hat eine Schule und ist landwirtschaftlich ausgerichtet, es werden u. a. Käse, Olivenöl, Wein und Honig mit geschützten Herkunftsbezeichnungen (AOC) hergestellt. Es gibt mehrere Brücken aus dem 18. Jahrhundert, eine Einsiedelei und die Kirche Saint-Donat.

## Geographie
Im Südosten tangiert die Durance die Gemeindegemarkung. Die angrenzenden Gemeinden sind Châteauneuf-Val-Saint-Donat im Norden, Château-Arnoux-Saint-Auban im Nordosten, Les Mées im Südosten, Peyruis im Süden und Mallefougasse-Augès im Westen.

### Verkehrsanbindung
Die Autoroute du Val de Durance, vereint mit der Autoroute A 51 und der Europastraße 712, passiert Montfort und enthält den nächsten Anschluss in der Gemeindegemarkung von Peyruis.

## Bevölkerungsentwicklung
Die Gemeinde war im 19. Jahrhundert und Anfang des 20. Jahrhunderts so stark von Landflucht betroffen, dass sich die Einwohneranzahl von 1831 - 1931 um mehr als zwei Drittel verringerte.
| Jahr      | 1962 | 1968 | 1975 | 1982 | 1990 | 1999 | 2008 | 2012 |
| --------- | ---- | ---- | ---- | ---- | ---- | ---- | ---- | ---- |
| Einwohner | 182  | 142  | 240  | 259  | 382  | 385  | 388  | 367  |

## Sehenswürdigkeiten
- Kirche Saint-Donat, ein Monument historique
- Kirche Sainte-Madeleine

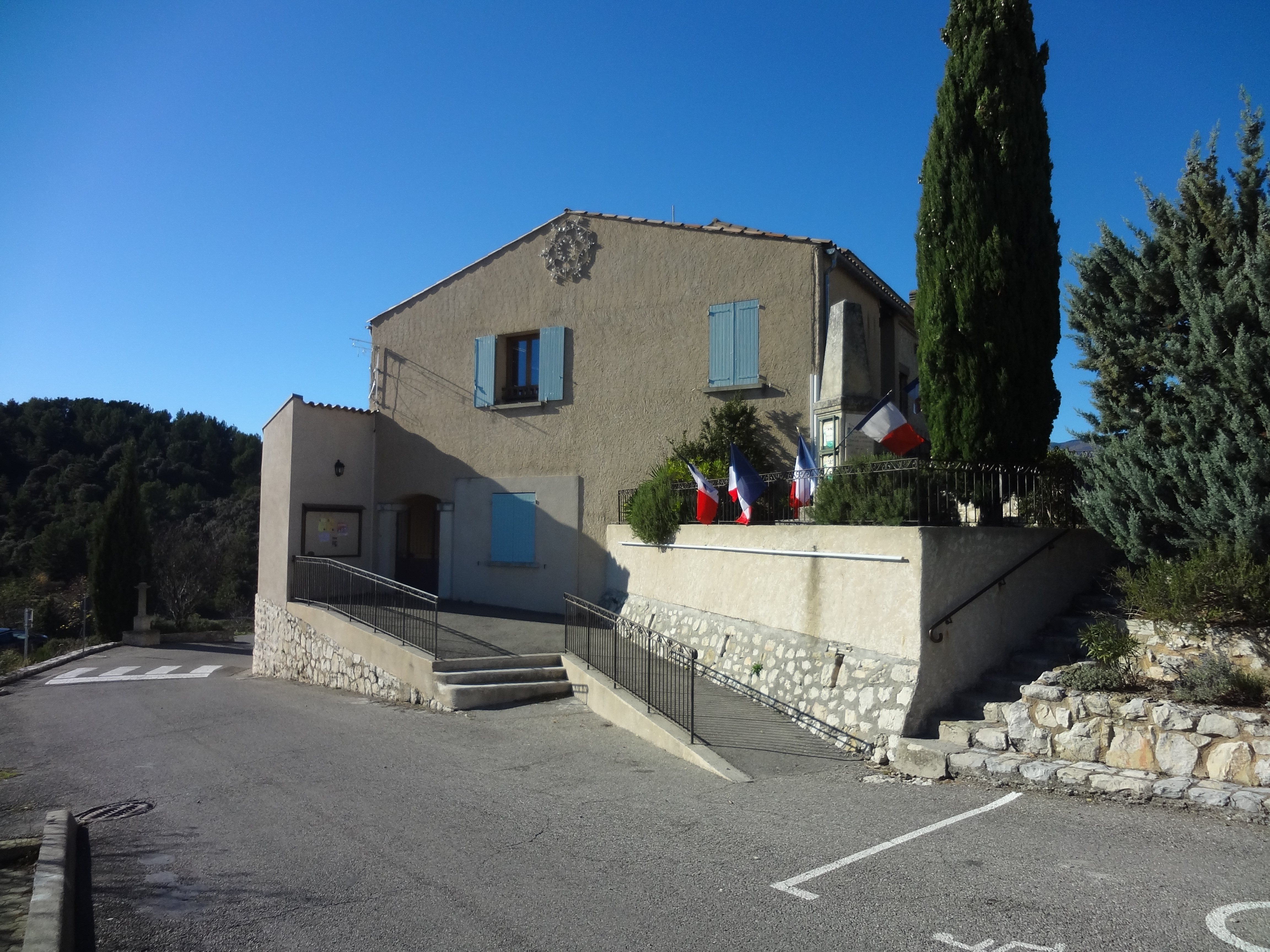
Mairie Montfort
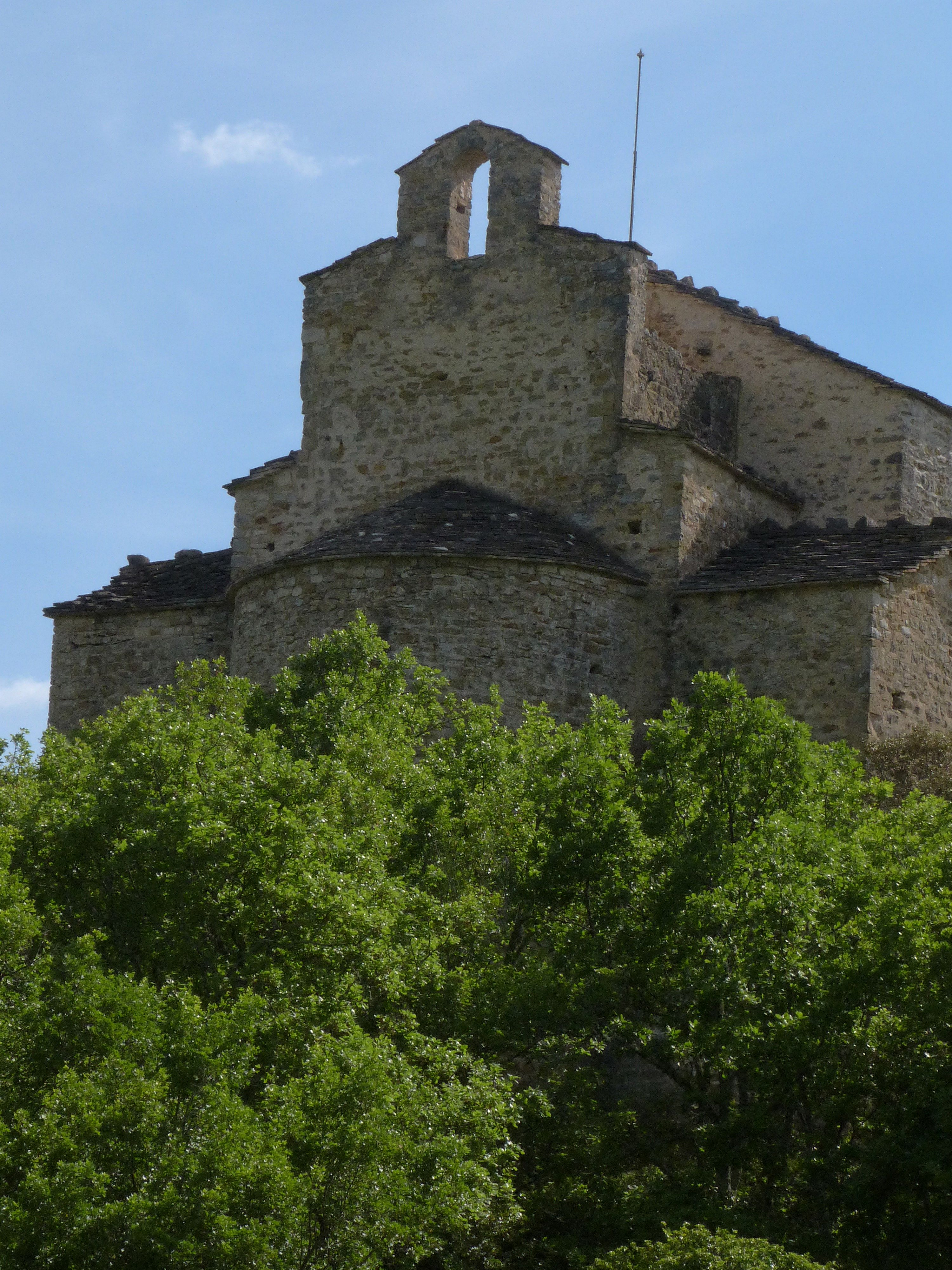
Kirche Saint-Donat
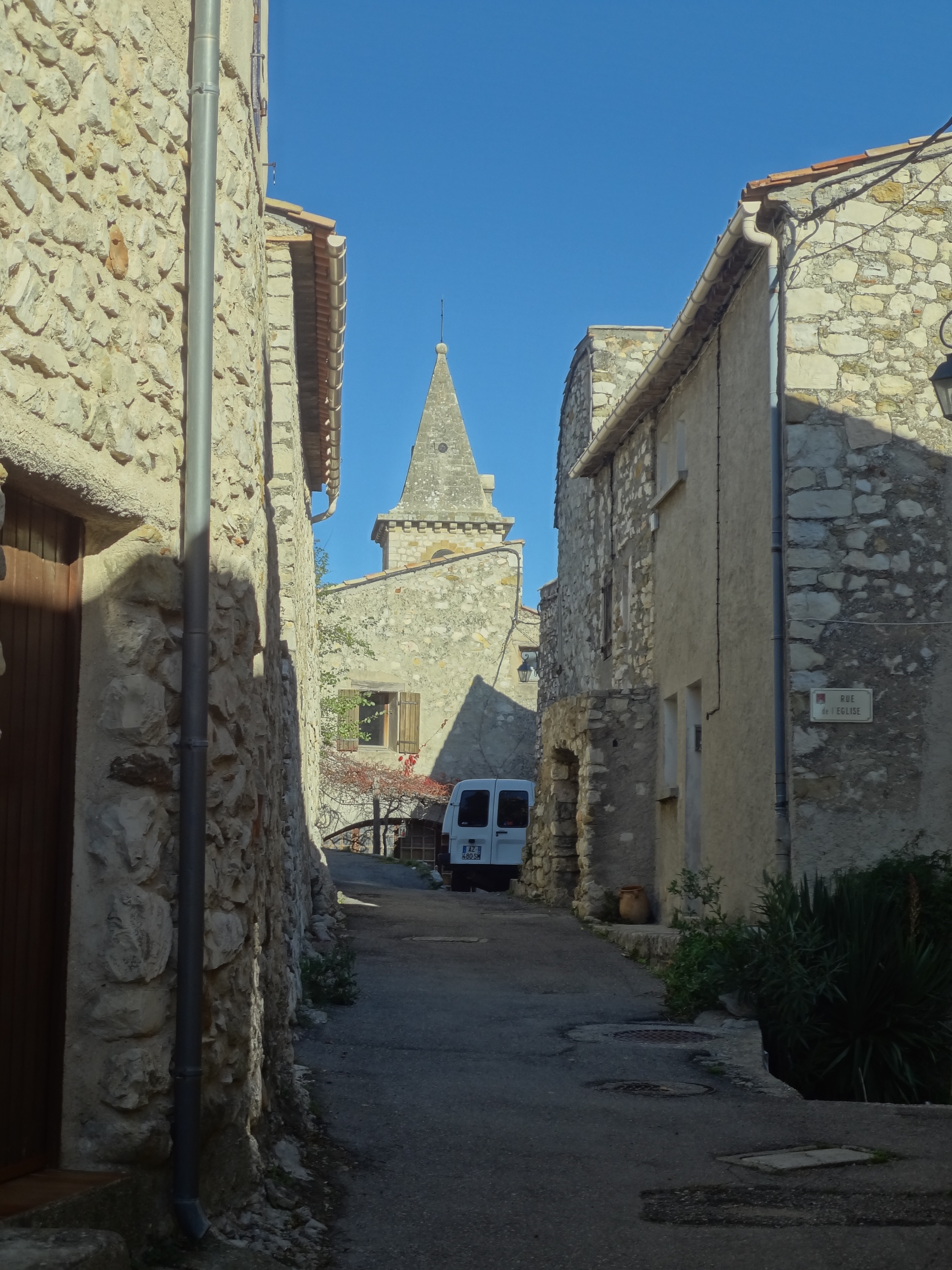
Turm der Kirche Sainte-Madeleine